# Берод-бай-Гахенбург
Берод-бай-Гахенбург (нім. Berod bei Hachenburg) — громада в Німеччині, розташована в землі Рейнланд-Пфальц. Входить до складу району Альтенкірхен. Складова частина об'єднання громад Альтенкірхен.
Площа — 5,05 км2. Населення становить 562 ос. (станом на 31 грудня 2020).

## Галерея

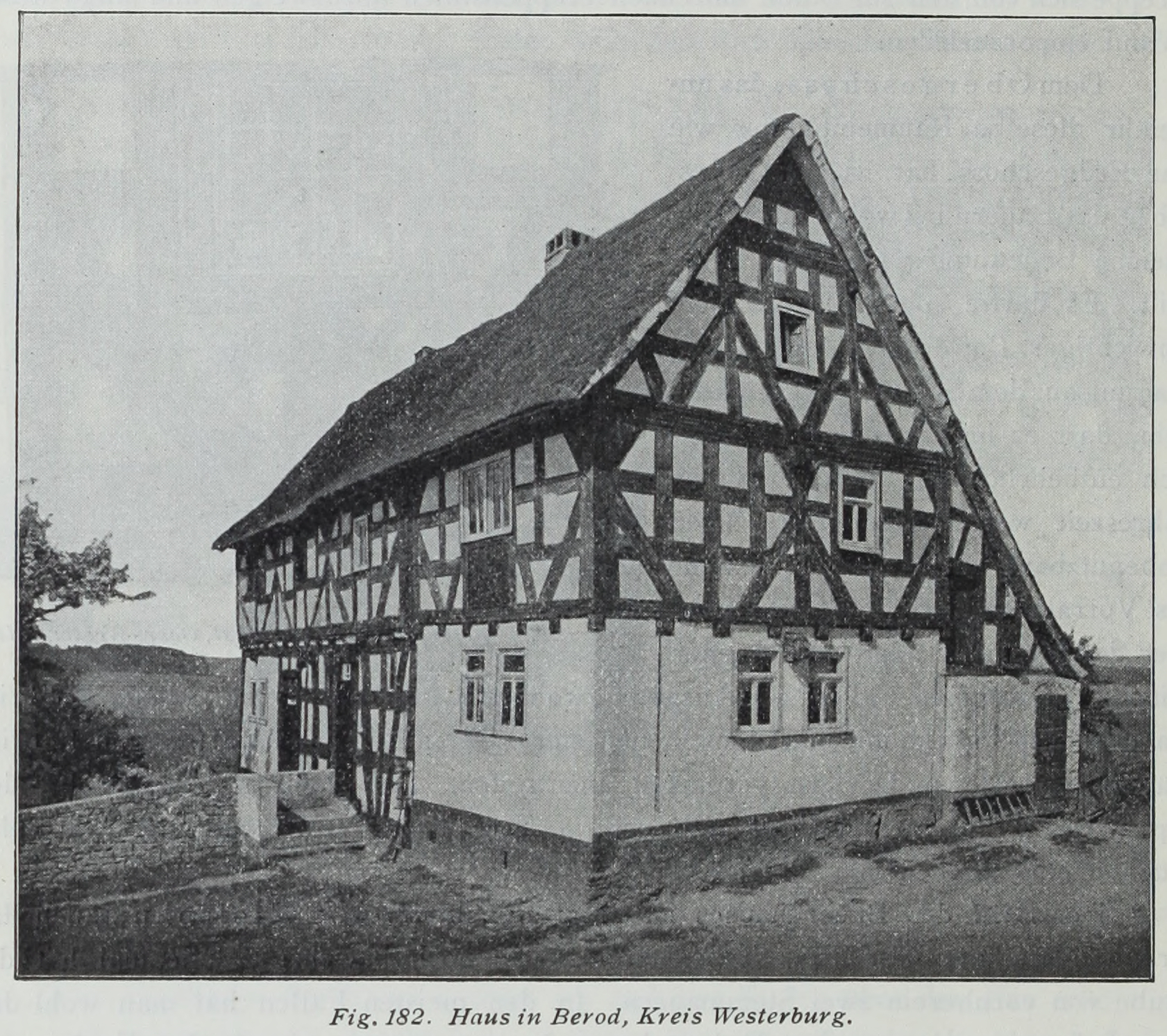